# Qualificazioni alla Coppa del Mondo di rugby 2023 - Africa
Le qualificazioni africane alla Coppa del Mondo di rugby 2023 si tennero tra il 2021 e il 2022 e riguardarono 14 squadre nazionali africane che dovettero esprimere una qualificata direttamente alla Coppa e destinarne un’altra ai ripescaggi.
Alla Coppa del Mondo di rugby 2023 furono ammesse di diritto le dodici migliori squadre dell’edizione del 2019 (ovvero le prime tre classificate di ognuno dei quattro gironi della fase iniziale del torneo); per quanto riguarda le squadre africane il Sudafrica, campione del mondo in carica, era esonerato dalla trafila delle qualificazioni in quanto ammesso di diritto alla Coppa del 2023.
Fu deciso quindi di utilizzare, come torneo di qualificazione, il campionato africano 2021-22 che, per motivi sanitari legati alla pandemia di COVID-19, andò incontro a defezioni e spostamenti di sede, tanto che la fase finale fu tenuta in Francia.
Al termine del percorso di qualificazione continentale la Namibia, campione africana per la nona volta, si qualificò direttamente alla Coppa del Mondo, mentre il Kenya finalista sconfitto, a sua volta, fu destinato ai ripescaggi.

## Criteri di qualificazione
Le qualificazioni si svolsero in tre turni, corrispondenti alle tre fasi del campionato africano 2021-22: una fase preliminare di ripescaggio a giugno 2021 fra tre squadre con due eliminazioni per ridurre a 12 il numero delle partecipanti alla successiva fase e, a seguire, una fase di quattro gironi da tre squadre ciascuno (uno dei quali ridottosi a due dopo la defezione forzata della Tunisia per problemi di profilassi sanitaria) a luglio 2021.
L'anno seguente, a luglio 2022, si tenne in Francia la fase a eliminazione diretta tra le otto squadre rimaste (le prime due di ogni girone).
Al termine del torneo, la squadra campione africana fu quella qualificata direttamente alla Coppa del Mondo 2023, mentre la finalista sconfitta fu quella ammessa ai ripescaggi.

## Schema di qualificazione
| Primo turno                                                         | Secondo turno | Terzo turno | Qualificate                     | Ripescaggi                     |
| ------------------------------------------------------------------- | --- | --- | ------------------------------- | ------------------------------ |
| Africa Cup 2021-22 – Preliminare - Burkina Faso - Burundi - Camerun | Africa Cup 2021-22 – Fase a gironi - Algeria - Costa d'Avorio - Ghana - Kenya - Madagascar - Namibia - Senegal - Tunisia - Uganda - Zambia - Zimbabwe | Africa Cup 2021-22 – Play-off - 1º girone A - 1º girone B - 1º girone C - 1º girone D - 2º girone A - 2º girone B - 2º girone C - 2º girone D | - Vincitrice Africa Cup 2021-22 | - Finalista Africa Cup 2021-22 |

## Primo turno

### Esito del primo turno
- Burkina Faso: ammesso al secondo turno

## Secondo turno

### Esito del secondo turno
- Namibia
- Senegal
- Uganda
- Zimbabwe
- Costa d'Avorio
- Kenya
- Algeria
- Burkina Faso: ammesse al terzo turno

## Terzo turno

### Esito del terzo turno
- Namibia: qualificata alla Coppa del Mondo come prima squadra africana
- Kenya: ai ripescaggi

## Quadro generale delle qualificazioni
| Primo turno                                                         | Secondo turno | Terzo turno | Qualificate | Ripescaggi |
| ------------------------------------------------------------------- | --- | --- | ----------- | ---------- |
| Africa Cup 2021-22 – Preliminare - Burkina Faso - Burundi - Camerun | Africa Cup 2021-22 – Fase a gironi - Algeria - Burkina Faso - Costa d'Avorio - Ghana - Kenya - Madagascar - Namibia - Senegal - Tunisia - Uganda - Zambia - Zimbabwe | Africa Cup 2021-22 – Play-off - Namibia - Senegal - Uganda - Zimbabwe - Costa d'Avorio - Kenya - Algeria - Burkina Faso | - Namibia   | - Kenya    |